# Movimento social
Movimento social representa a ação coletiva de setores da sociedade ou organizações sociais para defesa ou promoção, no âmbito das relações de classes, de certos objetivos ou interesses, tanto de transformação quanto de preservação da ordem estabelecida na sociedade.

## Generalidades
A categoria é ampla e pode congregar, dependendo dos critérios de análise empregados, desde a ação de grupos sociais voltados à promoção de interesses morais, éticos e legais (e.g. entidades voltadas para a defesa de direitos humanos) até as ações mais radicais que visam  transformações drásticas da ordem, incluindo: sistemas normativos, políticos e econômicos vigentes, sob a égide dos mais variados suportes ideológicos e em diferentes contextos históricos e sociais.
Segundo Alain Touraine, "movimentos sociais são a ação conflitante de agentes das classes sociais, lutando pelo controle do sistema de ação histórica". Para o autor, em cada sociedade existe um movimento social que  encarna não uma simples mobilização mas um projeto de mudança social. Nenhum movimento social se define somente pelo conflito mas pela sua aspiração a controlar o movimento da história.  Segundo o autor, a definição do movimento social se dá através de três princípios: 
1. Princípio de identidade: corresponde à autodefinição do ator social e a sua consciência de pertencer a um grupo ou classe social. Um movimento social só pode se organizar se essa definição for consciente, entretanto a formação do movimento precede essa consciência. É o conflito que constitui e organiza o ator;
2. Princípio de oposição: um movimento só se organiza se puder nomear seu adversário, mas a sua ação não pressupõe essa identificação. O conflito faz surgir o adversário, forma a consciência dos atores;
3. Princípio de totalidade: os atores em conflito, mesmo quando este seja circunscrito ou localizado, questionam a orientação geral do sistema. Um movimento social não é inteligível senão na luta tendo em vista o "controle da historicidade", isto é, dos modelos de conduta a partir dos quais uma sociedade produz suas práticas.

Uma vez que esses três princípios estejam reunidos, pode-se falar de "consciência coletiva". Segundo Touraine, o movimento social é fundamentalmente uma instância relativamente autônoma na qual ocorre a explosão do conflito em torno da ação histórica e de visões de mundo opostas. No entanto, progressivamente, Touraine vai abandonar essa tese. Atualmente, ele considera que não há hoje nenhum movimento que corresponda a essa definição de movimento social.
Já Manuel Castells refere-se ao movimento social urbano como um sistema de práticas que resulta da articulação de uma conjuntura definida, ao mesmo tempo, pela inserção dos agentes suportes tanto na estrutura urbana como na estrutura social, de modo que seu desenvolvimento tende objetivamente para a transformação estrutural do sistema urbano ou para uma modificação substancial da correlação de forças na luta de classes, ou seja, em última instância, do poder do Estado. Para ele, os movimentos sociais urbanos "sistema de práticas sociais contraditórias, isto é, que controvertem a ordem estabelecida a partir das contradições específicas da problemática urbana."
Clarence Elmer Ranwater, por sua vez, define os movimentos sociais como "uma série de eventos envolvendo ajustes a uma situação social; conectados por uma relação de causa e efeito; possuindo uma extensão no tempo e espaço, e revelando estágios, transições, tendências que são correlacionadas com um conceito mutante de sua função e indicativas de sua evolução".
Nildo Viana apresenta uma outra concepção de movimentos sociais, destacando que são movimentos de grupos sociais, distintos de movimentos de classes sociais e outros fenômenos (partidos, manifestações, protestos). Segundo ele, os movimentos sociais são movimentos de grupos sociais quando integrantes destes entram em fusão, a partir de determinada situação social que gera insatisfação social, promovendo também um processo de criação de senso de pertencimento, objetivos e mobilização.

## Níveis de organização
Segundo Scherer-Warren, a sociedade civil é a representação de vários níveis de como os interesses e os valores da cidadania se organizam em cada sociedade para encaminhamento de suas ações em prol de políticas sociais e públicas, protestos sociais, manifestações simbólicas e pressões políticas. Num primeiro nível, encontramos o associativismo local (associações civis, os movimentos comunitários) e sujeitos sociais envolvidos com causas sociais ou culturais do cotidiano, ou voltados a essas bases, como são algumas organizações não governamentais (ONGs), o terceiro setor. Para citar apenas alguns exemplos dessas organizações localizadas: núcleos dos movimentos de sem-terra, sem-teto, empreendimentos solidários, associações de bairro, etc. As organizações locais também vêm buscando se organizar nacionalmente e, na medida do possível, participar de redes transnacionais de movimentos (Movimento dos Trabalhadores Rurais Sem Terra, Movimento Nacional dos Catadores de Materiais Recicláveis, Movimento Indígena, Movimento Negro etc.), ou através de articulações inter-organizacionais.
Observa-se que as mobilizações na esfera pública são fruto da articulação de atores dos movimentos sociais localizados, das ONGs, dos fóruns e redes de redes, mas buscam transcendê-los por meio de grandes manifestações na praça pública, incluindo a participação de simpatizantes, com a finalidade de produzir visibilidade através da mídia e efeitos simbólicos para os próprios manifestantes (no sentido político-pedagógico) e para a sociedade em geral, como uma forma de pressão política das mais expressivas no espaço público contemporâneo.
No Brasil, há alguns casos que ilustram essa forma de organização, que inclui a participação de vários setores. A Marcha Nacional pela Reforma Agrária, de Goiânia a Brasília (maio de 2005), foi organizada por articulações de base como a Comissão Pastoral da Terra (CPT), o Grito dos Excluídos e o próprio MST e por outras, transnacionais, como a Via Campesina.

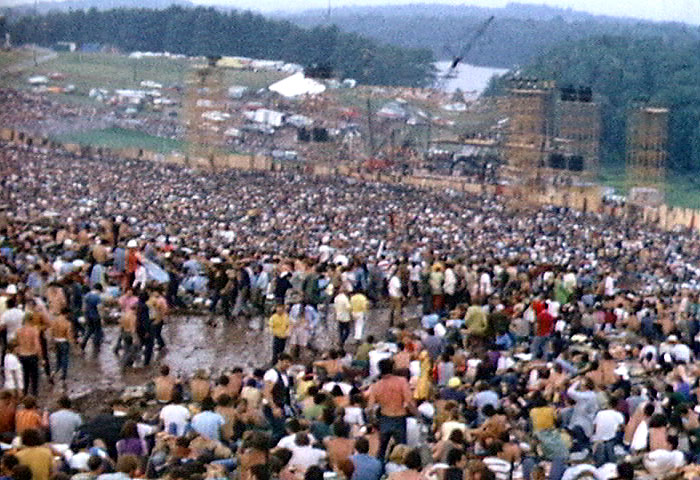
Festival de Woodstock um significativo momento do Movimento hippie.

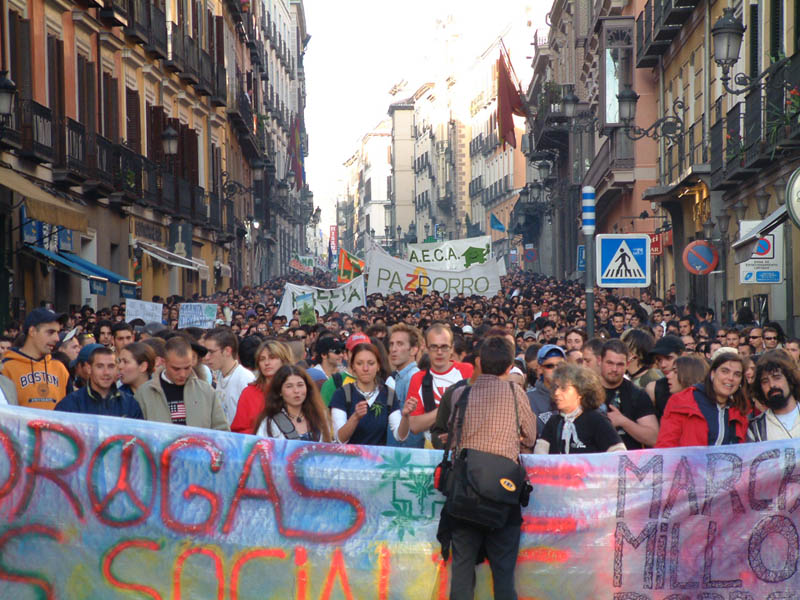
Passeatas e/ou manifestações públicas.

A Parada do Orgulho Gay tem aumentado expressivamente a cada ano, desde seu início em 1995 no Rio de Janeiro, fortalecendo-se através de redes nacionais, como a LGBT, de grupos locais e simpatizantes. A Marcha da Reforma Urbana, em Brasília (outubro de 2005), resultou não só da articulação de organizações de base urbana (Sem Teto e outras), mas também de uma integração mais ampla com a Plataforma Brasileira de Ação Global contra a Pobreza. A Marcha Mundial das Mulheres tem sido integrada por organizações civis de todos os continentes. A Marcha vinculada à III Cúpula dos Povos, em Mar Del Plata (novembro de 2005), “foi convocada pela Aliança Social Continental, por estudantes, trabalhadores, artistas, líderes religiosos, representantes das populações indígenas e das mulheres, juristas, defensores dos direitos humanos, parte desse movimento plural, que, pela terceira vez, celebra o encontro, após os realizados em Santiago do Chile (1998) e Québec (2001)” A Marcha Zumbi + 10 desmembrou-se em duas manifestações em Brasília (uma em 16 e outra em 22 de novembro de 2005), expressando a diversidade de posturas quanto à autonomia em relação ao Estado.
Em outras palavras, o movimento social, em sentido mais amplo, se constitui em torno de uma identidade ou identificação, da definição de adversários ou opositores e de um projeto ou programa, num contínuo processo em construção e resulta das múltiplas articulações acima mencionadas. A ideia de rede de movimento social é, portanto, um conceito de referência que busca apreender o porvir ou o rumo das ações de movimento, transcendendo as experiências empíricas, concretas, datadas, localizadas dos sujeitos/atores coletivos.
Do ponto de vista organizacional, inclui várias redes de redes, como, por exemplo, desde a Coordenação Nacional de Articulação das Comunidades Negras Rurais Quilombolas (CONAQ), criada em 1996, até as organizações das comunidades locais “mocambos”, “quilombos”, “comunidades negras rurais” e “terras de preto”, que são várias expressões de uma mesma herança cultural e social, e ONGs e associações que se identificam com a causa. Do ponto de vista da ação movimentalista, apresenta as várias dimensões definidoras de um movimento social (identidade, adversário e projeto): unem-se pela força de uma identidade étnica (negra) e de classe (camponeses pobres) – a identidade; para combater o legado colonialista, o racismo e a expropriação – o adversário; na luta pela manutenção de um território que vive sob constante ameaça de invasão, ou seja, pelo direito à terra comunitária herdada – o projeto. Nesse momento, unem-se também ao Movimento Nacional pela Reforma Agrária na luta pela terra, mas mantendo sua especificidade, isto é, pela legalização da posse das terras coletivas.
No município de São Paulo, em 1° de dezembro de 2011, foi sancionada a lei 15.496 de autoria do político Chico Macena, criando o Dia de Luta contra a Criminalização dos Movimentos Sociais, a ser comemorado todos os anos em 5 de abril - data que diversos movimentos sociais escolheram, sob as bandeiras da igualdade social, direito a moradia, contra a homofobia, pelos direitos das mulheres, pelos direitos das crianças, adolescentes e idosos, porque nesse dia um líder dos movimentos sociais, Luiz Gonzaga da Silva, o Gegê, do Movimento de Moradia do Centro (MMC) de São Paulo foi absolvido por unanimidade, em júri popular, da acusação de coautoria de um homicídio ocorrido em 18 de agosto de 2002, durante uma ocupação do MMC.O processo foi considerado por muitos como um caso de tentativa de criminalização dos movimentos sociais. Horas antes do júri anunciar sua decisão, o promotor Roberto Tardelli, responsável pela acusação, já havia atestado a inocência do militante.

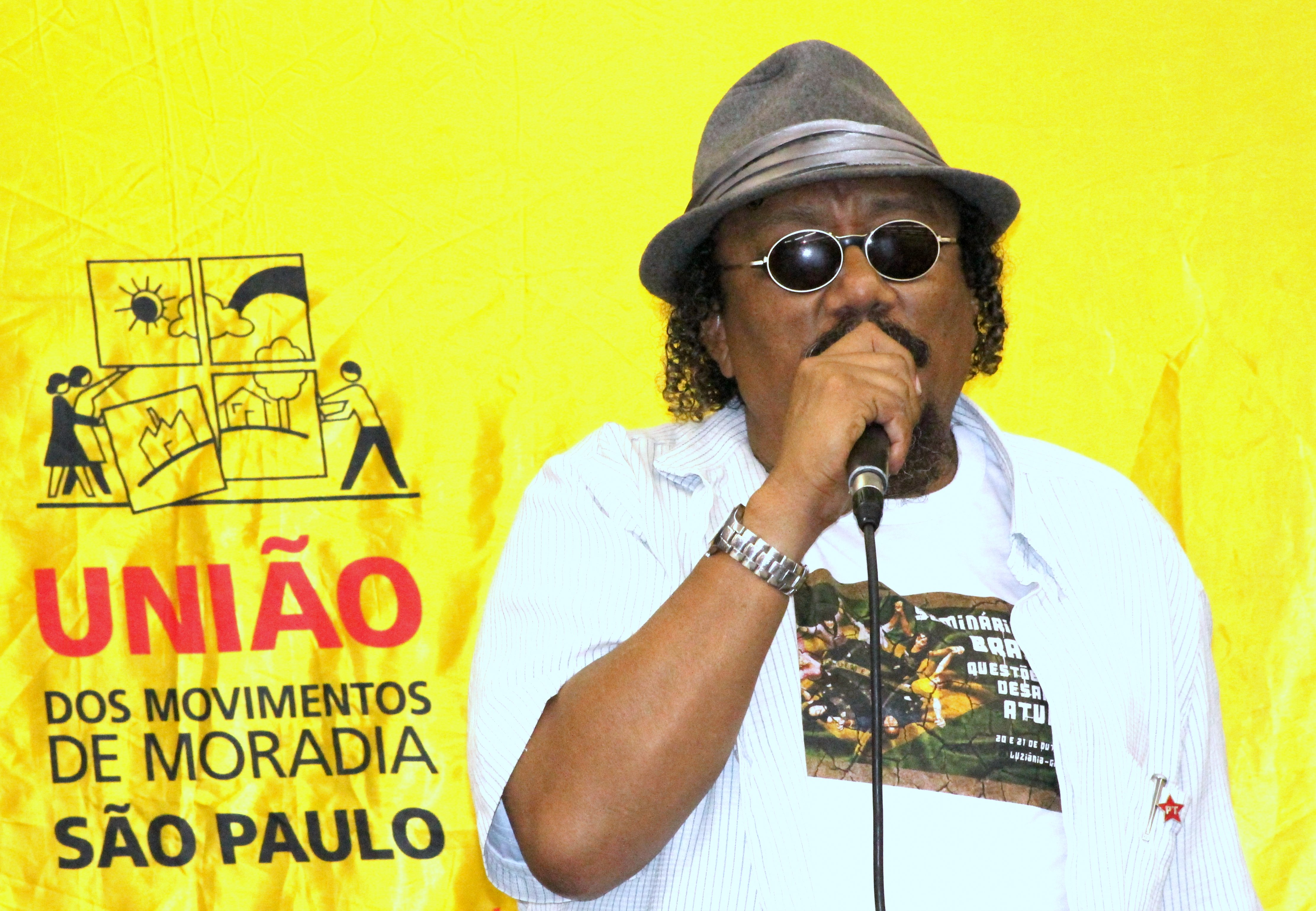
Luiz Gonzaga da Silva, o Gegê, líder dos movimentos populares pela moradia.

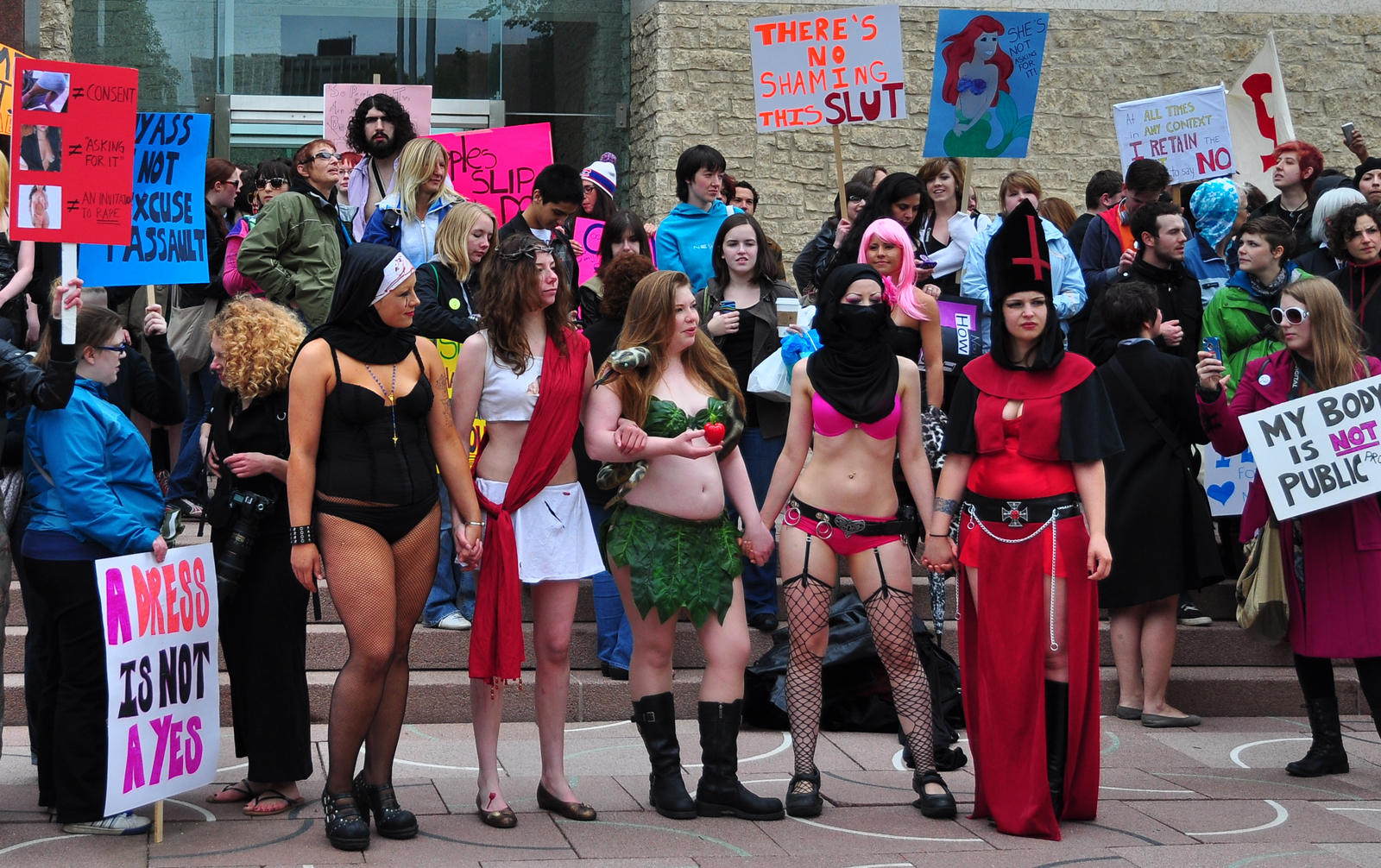
Movimento feminista em Alberta contra a justificativa de estupro pela sedução das roupas provocantes.

## A transversalidade de direitos na luta pela cidadania
Nota: O texto a seguir é uma compilação de trechos do artigo de Ilse SCHERER-WARREN, Das Mobilizações às Redes de Movimentos Sociais, Sociedade e Estado, Brasília, v. 21, n.1, p. 109-130, jan./abr. 2006/2007.
O Fórum Social Mundial (FSM) bem como outros fóruns e redes transnacionais de organizações têm sido espaços privilegiados para a articulação das lutas por direitos humanos em suas várias dimensões sociais. Assim, através dessas articulações em rede de movimento observa-se o debate de temas transversais, relacionados a várias faces da exclusão social, e a demanda de novos direitos. Essa transversalidade na demanda por direitos implica o alargamento da concepção de direitos humanos e a ampliação da base das mobilizações.

### O ativismo nas redes de movimento
Há um outro tipo de ativismo, que se alicerça nos valores da democracia, da solidariedade e da cooperação e que vem crescendo significativamente nos últimos anos. Por exemplo, o Movimento de Economia Solidária, que tem suas expressões empíricas nos empreendimentos populares solidários, no Fórum Brasileiro de Economia Solidária (FBES) e na Rede de Entidades Brasileiras de Economia Solidária (REBES), mostrou sua força organizativa no Fórum Social Mundial de 2005, pelo número de oficinas, experimentos e tendas organizados.
O ativismo de hoje tende a protagonizar um conjunto de ações orientadas aos mais excluídos, mais discriminados, mais carentes e mais dominados da sociedade. A nova militância passa por essa nova forma de ser sujeito/ator.
Os movimentos sociais são o meio que os trabalhadores/pessoas veem para protestar ou querer direitos que são do dever deles. Ou seja, reunião de pessoas que se opõe a algo.

## O empoderamento nos movimentos sociais em rede
Nota: O texto a seguir é uma compilação de trechos do artigo de Ilse SCHERER-WARREN, Das Mobilizações às Redes de Movimentos Sociais, Sociedade e Estado, Brasília, v. 21, n.1, p. 109-130, jan./abr. 2006/2007.
Pode-se, enfim, indagar: nos movimentos sob a forma de redes, as estruturas de poder se dissolvem? Pressupõe-se, frequentemente, que, numa organização em rede há uma distribuição do poder, os centros de poder se democratizam, ou, como há muitos centros (nós/elos), o poder se redistribui. Isso é parcialmente verdadeiro, porém, mesmo em uma rede há elos mais fortes (lideranças, mediadores, agentes estratégicos, organizações de referência, etc.), que detêm maior poder de influência, de direcionamento nas ações, do que outros elos de conexão da rede. Tais elos são, pois, circuitos relevantes para o empoderamento das redes de movimento. As redes, assim como qualquer relação social, estão sempre impregnadas pelo poder, pelo conflito, bem como pelas possibilidades de solidariedade, de reciprocidade e de compartilhamento. Portanto, o que interessa é saber como se dá o equilíbrio entre essas tendências antagônicas do social e como possibilitam ou não a autonomia dos sujeitos sociais, especialmente os mais excluídos e que, frequentemente, são as denominadas “populações-alvo” desses mediadores.
Como o trabalho de mediação das ONGs junto aos movimentos de base local pode ser direcionado ao empoderamento dos sujeitos sociais “socialmente mais excluídos”, no sentido de não estimular as hierarquias de poder? As seguintes dimensões sociais merecem estar contempladas para um trabalho de empoderamento democrático e de inclusão social das bases: o combate à exclusão em suas múltiplas faces e a respectiva luta por direitos (civis, políticos, socioeconômicos, culturais e ambientais); o reconhecimento da diversidade dos sujeitos sociais e do respectivo pluralismo das ideias; a promoção da democracia nos mecanismos de participação no interior das organizações e nos comitês da esfera pública, criando novas formas de gestão.

### Novas formas de gestão na organização em rede
Preparar os sujeitos para se tornarem atores de novas formas de gestão requer a participação em diversos espaços: mobilizações de base local na esfera pública; empoderamento através dos fóruns e redes da sociedade civil; participação nos conselhos setoriais de parceria entre sociedade civil e Estado; e, nos últimos anos, a busca de uma representação ativa nas conferências nacionais e globais de iniciativa governamental em parcerias com a sociedade civil organizada.
Nas parcerias entre sociedade civil, Estado e mercado há múltiplas formas de atuação, mas em termos de participação para a elaboração de políticas públicas, merecem destaque os conselhos e conferências. Nos conselhos setoriais (popular e/ou paritário) é onde há, pelo menos teoricamente, um espaço institucional para o encaminhamento de propostas da sociedade civil para uma nova governança junto à esfera estatal.
A sociedade civil organizada do novo milênio tende a ser uma sociedade de redes organizacionais, de redes inter-organizacionais e de redes de movimentos e de formação de parcerias entre as esferas públicas privadas e estatais, criando novos espaços de gestão com o crescimento da participação cidadã. Essa é a nova utopia do ativismo: mudanças com engajamento com as causas sociais dos excluídos e discriminados e com a defesa da democracia, comprometida com a equidade entre os diferentes grupos sociais, étnicos e culturais.

## Aspectos psicossociais da mobilização social
Segundo a psicóloga social Jaqueline Gomes de Jesus, as mobilizações sociais, expressas na forma de marchas, paradas ou ocupações, podem ser entendidas como ritos, formas de comunicação simbólica que se utilizam de metáforas para romperem temporariamente com a rotina e reconstruírem identidades e papéis sociais, sendo, desse modo, fundamentadas em aspectos psicossociais, e não apenas políticos: "as pessoas se organizam em grupos e protestam em nome de uma causa comum, muitas vezes sacrificando seu conforto pessoal, por várias razões, que podem estar fundamentadas em diferentes fatores, entre eles: sentimento de injustiça, eficácia de grupo, identidade social e afetividade. "(Jesus, 2012, p. 169)
Sentimento de injustiça
As pessoas têm maior predisposição para se mobilizarem socialmente quando sentem que estão contribuindo mais para a sociedade do que o que recebem dela e, se perdem a crença de que não podem controlar a situação.
Eficácia de grupo
As pessoas têm maior predisposição para se mobilizarem socialmente quando acreditam na capacidade do grupo que se mobiliza em realizar seus projetos, mesmo que ainda sintam descrença na eficiência da estrutura política, o que se chama de "cinismo político".
Identidade social
As pessoas têm maior predisposição para se mobilizarem socialmente quando passam a perceber que fazem parte de algum grupo social, o que, por solidariedade, estimula-os a defenderem politicamente as causas do grupo com o qual se identifica.
Afetividade
As pessoas têm maior predisposição para se mobilizarem socialmente quando têm uma forte reação afetivo-atitudinal frente a uma determinada situação que as afeta ou a um outro grupo social com cujas causas elas se identificam.